# Jörg Müller (Fußballspieler)
Jörg Müller (* 28. Februar 1965) ist ein ehemaliger deutscher Fußballspieler, der in den 1980er-Jahren für Fortschritt Bischofswerda und den FC Vorwärts Frankfurt in der DDR-Oberliga, der höchsten Liga im DDR-Fußball, aktiv war.

## Sportliche Laufbahn
Nachdem der 18-jährige Jörg Müller, bisher Juniorenspieler bei der Betriebssportgemeinschaft (BSG) Empor Tabak Dresden, für den Männerbereich spielberechtigt geworden war, bestritt er in der Saison 1983/84 für die zweitklassige DDR-Liga-Mannschaft der BSG Empor von 22 Punktspielen 15 Begegnungen. Dabei stand er jedoch nur viermal in der Startelf und bestritt nur zwei Spiele über 90 Minuten. Am Ende der Saison standen die Dresdner als Absteiger fest und spielten u. a. mit Jörg Müller von 1984 an in der drittklassigen Bezirksliga.
In der Winterpause der Saison 1986/87 wechselte Jörg Müller zum Oberliga-Aufsteiger BSG Fortschritt Bischofswerda. Dort bestritt er zwar alle 13 Spiele der Rückrunde, von denen er jedoch, als Mittelfeldspieler eingesetzt, nur fünfmal von Beginn an dabei war. Am 24. Spieltag erzielte er beim 2:1-Sieg der BSG Fortschritt gegen den FC Karl-Marx-Stadt das erste Tor seiner Oberligakarriere. Auch mit der BSG Fortschritt stieg er 1987 ab. Auch zur DDR-Liga-Spielzeit 1987/88 wurde Jörg Müller wieder von Bischofswerda als Spieler gemeldet. Bis zum Ende der Hinrunde wurde er jedoch nicht in der 1. Mannschaft eingesetzt.
Zum Start der Rückrunde der Saison 1987/88 erschien Müller als Neuling im Aufgebot des Oberligisten FC Vorwärts Frankfurt. Bis auf eine Partie wurde er in den 13 Oberligaspielen als Stürmer jeweils für 90 Minuten eingesetzt und schoss am 21. Spieltag im Heimspiel gegen den 1. FC Lokomotive Leipzig sein zweites und letztes Oberligator. Auch mit dem FC Vorwärts stieg Jörg Müller nach einer Spielzeit aus der Oberliga ab.
Während der Saison 1988/89 schloss er sich, ohne noch einmal bei Vorwärts Frankfurt eingesetzt worden zu sein, dem DDR-Ligisten BSG Aktivist Schwarze Pumpe an. Dort wurde er nach der Winterpause in 17 Rückrundenspielen zwölfmal eingesetzt. Davon absolvierte er nur vier Begegnungen über 90 Minuten, war aber mit einem Tor erfolgreich. Im Aufgebot für die Saison 1989/90 wurde Jörg Müller als unbekannter Abgang erwähnt.
Von 1996 bis 2019 spielte Jörg Müller als Freizeitfußballer bei den hessischen Vereinen SC Neukirchen, SG Borken, KSV Hessen Kassel, FC Ederbergland, OSC Vellmar, FSG Gudensberg und FC Körle.

## Hinweis
1. ↑  In mehreren Quellen wird ein Jörg Müller für die Saison 1987/88 auch als Spieler der BSG Schwarze Pumpe aufgeführt. Dies kann nicht sein, da diese Quellen stets das gleiche Geburtsdatum angeben. Da alle Online-Quellen für Müller detaillierte Oberliga-Einsatzdaten von 1988 ausweisen, ist daraus zu schließen, dass die Schwarze-Pumpe-Angaben zu 1988 falsch sind.